# Spogostylum duvaucelii
Spogostylum duvaucelii är en tvåvingeart som först beskrevs av Macquart 1840.  Spogostylum duvaucelii ingår i släktet Spogostylum och familjen svävflugor. Inga underarter finns listade i Catalogue of Life.